# 深夜高速 -生きててよかったの集い-
『深夜高速 -生きててよかったの集い-』（しんやこうそく -いきててよかったのつどい-）は、フラワーカンパニーズのトリビュート・アルバム。2009年9月16日発売。発売元はソニー・ミュージックアソシエイテッドレコーズ。

## 解説
- フラワーカンパニーズデビュー20周年を記念して発売された。
- 仮タイトルは「深夜高速コンピレーション（仮）」[2]。
- 収録内容は2004年に発表した「深夜高速」1曲を対象とし、13組のアーティストがカバーする、稀有な形のトリビュート・アルバムである。
- ライナーノーツを大宮エリーが担当。

## 収録曲
※収録曲は「深夜高速」1曲のみのため、アーティスト名のみを収録順に記述する。
```
「深夜高速」　作詞・作曲：鈴木圭介
```

1. 深夜高速 (2009) / フラワーカンパニーズ (4:26)
  - 新録。本バージョンのMV[3]がある。ボーカル鈴木が流血し血まみれになりながら歌う演出は、2004年のライブで鈴木が演奏中に音響機器に頭をぶつけ流血しながら歌い切った実際のエピソードが原型になっている
  - 発売に先行して、7月22日より着うたの先行配信が開始された[2]。
2. 斉藤和義 (5:26)
3. 金子マリ (5:15)
4. 怒髪天 (3:57)
5. ミドリ (3:50)
6. 中孝介 (4:20)
7. 泉谷しげる (3:44)
  - フラワーカンパニーズが演奏参加。
8. 湯川潮音 (4:17)
9. おとぎ話 (5:07)
10. キャプテンストライダム (4:35)
  - 2010年発売のキャプテンストライダムのベスト・アルバム『ベストロリー』にも収録。
11. かりゆし58 (4:21)
12. 藤田大吾 (aluto) (5:05)
13. GO!GO!7188 (5:40)
14. YO-KING (4:34)
15. フラワーカンパニーズ (4:21)
  - 2004年に発表したオリジナルバージョン。